# Dulcin
Dulcin är ett konstgjort sötningsmedel, cirka 250 gånger sötare än socker, som upptäcktes 1884 av Joseph Berlinerbau. Det massproducerade första gången sju år senare. Trots att det upptäcktes först fem år efter sackarin, hade det aldrig det senare medlets framgång på marknaden. Ändå var det ett viktigt sötningsmedel i början av 1900-talet och hade en fördel framför sackarin i och med att det inte hade en bitter eftersmak. Dulcin kom främst till användning som tillsats i fruktsafter, likörer, bakverk etc.
Tidiga medicinska tester godkände ämnet för säker konsumtion, och det ansågs idealiskt för diabetiker. En i FDA-studie år 1951 restes emellertid frågor om dess säkerhet, som resulterade i att det togs bort från marknaden 1954, sedan djurförsök visat ospecificerade cancerframkallande egenskaper.